# Bugatti Type 15
De Bugatti Type 15 is een auto gebouwd door Ettore Bugatti in 1910. Het enige verschil met de Bugatti Type 10 is zijn grotere wielbasis, 2400 mm, en semi-elliptische bladveren achteraan. Hij heeft een opvallende zeszijdige radiator. 
Het exemplaar op de foto is tentoongesteld in het National Motor Museum te Beaulieu en is de op een na oudste Bugatti in de wereld. De eerste eigenaar was mevrouw Bugatti. De auto werd later omgebouwd tot een tweezitter.